# Torneo Clausura 2022 (Paraguay)
El Torneo Clausura 2022 (también llamado Copa de Primera - Tigo - Visión Banco, por motivos de patrocinio comercial) denominado «Homenaje a Alexsandro Javier Arce Añazco» fue la centésima vigésima séptima edición del campeonato oficial de Primera División de la Asociación Paraguaya de Fútbol (APF). Comenzó el 14 de julio y finalizó el 13 de noviembre. El Club Olimpia se coronó campeón en la última fecha del torneo, al empatar con Nacional 1 a 1.

## Sistema de competición
Como en temporadas anteriores, el modo de disputa es el mismo bajo el sistema de todos contra todos con partidos de ida y vuelta, unos como local y otros como visitante en dos rondas de once jornadas cada una. Es campeón el equipo que acumula la mayor cantidad de puntos al término de las 22 fechas.
En caso de igualdad de puntos entre dos contendientes se define el título en un partido extra. De existir más de dos en disputa se toman en cuenta los siguientes parámetros:
1. saldo de goles.
2. mayor cantidad de goles marcados.
3. mayor cantidad de goles marcados en condición de visitante.
4. sorteo.

Para determinar el descenso, los dos últimos equipos en la tabla de promedios descenderán a la Intermedia.

## Equipos participantes

### Localización
La mayoría de los clubes (8) se concentra en la capital del país. En tanto que dos se encuentran a corta distancia en ciudades del departamento Central. Por último, uno pertenece al departamento de Guairá y uno al de Alto Paraná. Se incluye al estadio Defensores del Chaco, propiedad de la Asociación Paraguaya de Fútbol, debido a su uso frecuente por equipos que optan oficiar ahí como locales.
- Nota: La sede social y administrativa del club Sol de América se halla en Barrio Obrero, Asunción, pero su campo de juego se ubica en Villa Elisa donde hace de local desde 1985.

| Distrito capital/Departamento | Cantidad | Equipos                                                                                             |
| ----------------------------- | -------- | --------------------------------------------------------------------------------------------------- |
| Asunción                      | 8        | Cerro Porteño / Olimpia / Guaraní / Libertad / Nacional / Tacuary / Resistencia / Sportivo Ameliano |
| Departamento Central          | 2        | 12 de Octubre (I) / Sol de América                                                                  |
| Departamento de Guairá        | 1        | Guaireña FC                                                                                         |
| Departamento de Alto Paraná   | 1        | General Caballero JLM                                                                               |

### Información de equipos
Listado de los equipos que disputarán el primer torneo de la temporada. El número de equipos participantes para esta temporada es de 12.
| Equipo                | Ciudad                   | Estadio                      | Capacidad | Fundación               | Títulos | Subtítulos | Proovedor     | Patrocinador       |
| --------------------- | ------------------------ | ---------------------------- | --------- | ----------------------- | ------- | ---------- | ------------- | ------------------ |
| 12 de Octubre         | Itauguá                  | Luis Alberto Salinas Tanasio | 10 000    | 14 de agosto de 1914    | 0       | 1          | Lotto         | Grupo Bahía        |
| Cerro Porteño         | Asunción                 | General Pablo Rojas          | 45 000    | 1 de octubre de 1912    | 34      | 35         | Puma          | Tigo               |
| General Caballero JLM | Dr. Juan León Mallorquín | Ka'arendy                    | 4500      | 21 de junio de 1962     | 0       | 0          | Kappa         | Comercial San Blás |
| Guaireña FC           | Villarrica               | Parque del Guairá            | 15 000    | 28 de marzo de 2016     | 0       | 0          | Kyrios        | Coopeduc           |
| Guaraní               | Asunción                 | Rogelio Silvino Livieres     | 2380      | 12 de octubre de 1903   | 11      | 17         | Kyrios        | Tigo               |
| Libertad              | Asunción                 | Tigo La Huerta               | 10 100    | 30 de julio de 1905     | 22      | 22         | Puma          | Tigo               |
| Nacional              | Asunción                 | Arsenio Erico                | 4434      | 5 de junio de 1904      | 9       | 10         | Kyrios        | Banco Continental  |
| Olimpia               | Asunción                 | Manuel Ferreira              | 22 000    | 25 de julio de 1902     | 45      | 25         | Nike          | Tigo               |
| Resistencia           | Asunción                 | Tomás Beggan Correa          | 6500      | 27 de diciembre de 1917 | 0       | 0          | Lotto         | Tigo               |
| Sol de América        | Villa Elisa              | Prof. Luis Alfonso Giagni    | 11 000    | 22 de marzo de 1909     | 2       | 12         | Kyrios        | Banco Continental  |
| Sportivo Ameliano     | Asunción                 | José Tomás Silva             | 800       | 6 de enero de 1936      | 0       | 0          | Garcis        | Ayres              |
| Tacuary               | Asunción                 | Toribio Vargas               | 3000      | 10 de diciembre de 1923 | 0       | 0          | Saltarín Rojo | Electroban         |

### Intercambios de plazas
| Pos  | Descendidos a la División Intermedia          |
| ---- | --------------------------------------------- |
| 9.°  | Sportivo Luqueño (Perdedor de la promoción)   |
| 10.° | River Plate (Último de la tabla de promedios) |

| Pos | Ascendidos de la División Intermedia                                       |
| --- | -------------------------------------------------------------------------- |
| 1.º | General Caballero JLM (Campeón de la División Intermedia 2021)             |
| 2.º | Resistencia (Subcampeón de la División Intermedia 2021)                    |
| 3.º | Tacuary (Tercero en la tabla de posiciones de la División Intermedia 2021) |
| 4.º | Sportivo Ameliano (Ganador de la promoción)                                |

## Clasificación
| Pos. | Equipo                | Pts. | PJ | G  | E | P  | GF | GC | Dif. |  |
| ---- | --------------------- | ---- | -- | -- | - | -- | -- | -- | ---- |  |
| 1    | Olimpia (C)           | 49   | 22 | 15 | 4 | 3  | 42 | 19 | +23  |  |
| 2    | Cerro Porteño         | 48   | 22 | 14 | 6 | 2  | 32 | 13 | +19  |  |
| 3    | Nacional              | 45   | 22 | 13 | 6 | 3  | 30 | 16 | +14  |  |
| 4    | Libertad              | 34   | 22 | 10 | 4 | 8  | 35 | 27 | +8   |  |
| 5    | Tacuary               | 31   | 22 | 9  | 4 | 9  | 27 | 25 | +2   |  |
| 6    | Sportivo Ameliano     | 29   | 22 | 9  | 2 | 11 | 29 | 32 | −3   |  |
| 7    | General Caballero JLM | 28   | 22 | 8  | 4 | 10 | 26 | 26 | 0    |  |
| 8    | Guaireña              | 27   | 22 | 7  | 6 | 9  | 26 | 31 | −5   |  |
| 9    | Guaraní               | 23   | 22 | 6  | 5 | 11 | 23 | 32 | −9   |  |
| 10   | Sol de América (D)    | 21   | 22 | 5  | 6 | 11 | 21 | 33 | −12  |  |
| 11   | Resistencia           | 21   | 22 | 5  | 6 | 11 | 16 | 32 | −16  |  |
| 12   | 12 de Octubre (D)     | 12   | 22 | 3  | 3 | 16 | 16 | 37 | −21  |  |

Actualizado a los partidos jugados el 13 de noviembre de 2022.
 Fuente: APF
| (C) | Clasifica a la Copa Libertadores 2023. |

## Evolución de la clasificación
| Equipo \ Jornada      | 01 | 02 | 03 | 04 | 05 | 06 | 07 | 08 | 09 | 10 | 11 | 12 | 13 | 14 | 15 | 16 | 17 | 18 | 19 | 20 | 21 | 22 |
| --------------------- | -- | -- | -- | -- | -- | -- | -- | -- | -- | -- | -- | -- | -- | -- | -- | -- | -- | -- | -- | -- | -- | -- |
| 12 de Octubre         | 8  | 12 | 12 | 11 | 12 | 12 | 12 | 12 | 12 | 12 | 12 | 12 | 12 | 12 | 12 | 12 | 12 | 12 | 12 | 12 | 12 | 12 |
| Cerro Porteño         | 4  | 1  | 1  | 1  | 1  | 1  | 3  | 4  | 3  | 2  | 2  | 2  | 1  | 1  | 1  | 1  | 3  | 3  | 3  | 3  | 2  | 2  |
| General Caballero JLM | 10 | 11 | 9  | 4  | 8  | 9  | 11 | 11 | 11 | 10 | 11 | 11 | 9  | 10 | 11 | 8  | 6  | 7  | 7  | 7  | 6  | 7  |
| Guaireña              | 6  | 2  | 6  | 8  | 6  | 5  | 6  | 7  | 7  | 6  | 6  | 5  | 5  | 5  | 6  | 5  | 5  | 5  | 6  | 6  | 7  | 8  |
| Guaraní               | 11 | 9  | 7  | 9  | 11 | 11 | 10 | 10 | 10 | 11 | 9  | 7  | 11 | 11 | 10 | 6  | 8  | 9  | 8  | 9  | 9  | 9  |
| Libertad              | 12 | 5  | 8  | 3  | 3  | 2  | 1  | 1  | 4  | 5  | 4  | 3  | 3* | 3* | 4* | 4  | 4  | 4  | 4  | 4  | 4  | 4  |
| Nacional              | 3  | 3  | 2  | 2  | 2  | 3  | 4  | 3  | 2  | 1  | 1  | 1  | 2  | 2  | 2  | 2  | 1  | 1  | 1  | 2  | 3  | 3  |
| Olimpia               | 1  | 6  | 4  | 5  | 4  | 4  | 2  | 2  | 1  | 3  | 3  | 4  | 4* | 4* | 3* | 3  | 2  | 2  | 2  | 1  | 1  | 1  |
| Resistencia           | 5  | 4  | 5  | 7  | 10 | 8  | 8  | 8  | 8  | 8  | 10 | 8  | 10 | 9  | 5  | 7  | 9  | 10 | 11 | 11 | 11 | 11 |
| Sol de América        | 9  | 8  | 10 | 12 | 9  | 10 | 9  | 9  | 9  | 9  | 7  | 9  | 7  | 8  | 9  | 11 | 10 | 11 | 10 | 10 | 10 | 10 |
| Sportivo Ameliano     | 2  | 7  | 3  | 6  | 7  | 6  | 7  | 6  | 6  | 7  | 8  | 10 | 8  | 7  | 8  | 10 | 11 | 8  | 9  | 8  | 8  | 6  |
| Tacuary               | 7  | 10 | 11 | 10 | 5  | 7  | 5  | 5  | 5  | 4  | 5  | 6  | 6  | 6  | 7  | 9  | 7  | 6  | 5  | 5  | 5  | 5  |

Notas:
* Indica la posición del equipo con un partido pendiente.

## Fixture
- Los horarios son correspondientes a la hora local de verano (UTC-3) y horario estándar (UTC-4), Asunción, Paraguay.

### Primera vuelta
| Fecha 1               | Fecha 1   | Fecha 1        | Fecha 1              | Fecha 1     | Fecha 1 |
| Local                 | Resultado | Visitante      | Estadio              | Día         | Hora    |
| --------------------- | --------- | -------------- | -------------------- | ----------- | ------- |
| Resistencia           | 2 - 1     | Sol de America | River Plate          | 14 de julio | 19:15   |
| Tacuary               | 0 - 0     | Guaireña       | River Plate          | 15 de julio | 19:15   |
| Sportivo Ameliano     | 2 - 0     | Libertad       | Defensores del Chaco | 16 de julio | 17:00   |
| Olimpia               | 2 - 0     | Guaraní        | Manuel Ferreira      | 16 de julio | 19:15   |
| General Caballero JLM | 1 - 2     | Nacional       | Antonio Aranda       | 17 de julio | 16:00   |
| Cerro Porteño         | 2 - 1     | 12 de Octubre  | General Pablo Rojas  | 17 de julio | 18:30   |

| Fecha 2        | Fecha 2   | Fecha 2               | Fecha 2              | Fecha 2     | Fecha 2 |
| Local          | Resultado | Visitante             | Estadio              | Día         | Hora    |
| -------------- | --------- | --------------------- | -------------------- | ----------- | ------- |
| Guaireña       | 3 - 1     | Sportivo Ameliano     | Parque del Guairá    | 19 de julio | 17:00   |
| Libertad       | 4 - 2     | Olimpia               | Tigo La Huerta       | 19 de julio | 19:15   |
| Sol de América | 1 - 0     | 12 de Octubre         | Luis Alfonso Giagni  | 20 de julio | 17:00   |
| Tacuary        | 0 - 1     | Cerro Porteño         | Defensores del Chaco | 20 de julio | 19:15   |
| Nacional       | 1 - 1     | Resistencia           | Defensores del Chaco | 21 de julio | 17:00   |
| Guaraní        | 2 - 1     | General Caballero JLM | Rogelio Livieres     | 21 de julio | 19:15   |

| Fecha 3               | Fecha 3   | Fecha 3        | Fecha 3             | Fecha 3     | Fecha 3 |
| Local                 | Resultado | Visitante      | Estadio             | Día         | Hora    |
| --------------------- | --------- | -------------- | ------------------- | ----------- | ------- |
| Sportivo Ameliano     | 2 - 0     | Tacuary        | Martín Torres       | 23 de julio | 17:00   |
| Olimpia               | 2 - 1     | Guaireña       | Manuel Ferreira     | 23 de julio | 19:15   |
| General Caballero JLM | 3 - 2     | Libertad       | Ka'arendy           | 24 de julio | 16:30   |
| Cerro Porteño         | 2 - 0     | Sol de América | General Pablo Rojas | 24 de julio | 18:45   |
| 12 de Octubre         | 1 - 2     | Nacional       | Luis Salinas        | 25 de julio | 14:30   |
| Resistencia           | 0 - 0     | Guaraní        | River Plate         | 25 de julio | 19:15   |

| Fecha 4           | Fecha 4   | Fecha 4               | Fecha 4              | Fecha 4     | Fecha 4 |
| Local             | Resultado | Visitante             | Estadio              | Día         | Hora    |
| ----------------- | --------- | --------------------- | -------------------- | ----------- | ------- |
| Guaireña          | 1 - 2     | General Caballero JLM | Parque del Guairá    | 29 de julio | 17:00   |
| Nacional          | 3 - 0     | Sol de América        | Defensores del Chaco | 29 de julio | 19:15   |
| Sportivo Ameliano | 0 - 2     | Cerro Porteño         | Antonio Aranda       | 30 de julio | 16:45   |
| Tacuary           | 2 - 1     | Olimpia               | Defensores del Chaco | 30 de julio | 19:15   |
| Libertad          | 4 - 0     | Resistencia           | Tigo La Huerta       | 31 de julio | 16:00   |
| Guaraní           | 0 - 1     | 12 de Octubre         | Rogelio Livieres     | 31 de julio | 18:30   |

| Fecha 5               | Fecha 5   | Fecha 5           | Fecha 5             | Fecha 5     | Fecha 5 |
| Local                 | Resultado | Visitante         | Estadio             | Día         | Hora    |
| --------------------- | --------- | ----------------- | ------------------- | ----------- | ------- |
| Resistencia           | 1 - 2     | Guaireña          | River Plate         | 5 de agosto | 17:00   |
| General Caballero JLM | 0 - 4     | Tacuary           | Ka'arendy           | 5 de agosto | 19:15   |
| 12 de Octubre         | 1 - 3     | Libertad          | Luis Salinas        | 6 de agosto | 17:00   |
| Cerro Porteño         | 0 - 0     | Nacional          | General Pablo Rojas | 6 de agosto | 19:15   |
| Sol de América        | 1 - 0     | Guaraní           | Luis Alfonso Giagni | 7 de agosto | 16:00   |
| Olimpia               | 2 - 0     | Sportivo Ameliano | Manuel Ferreira     | 7 de agosto | 18:30   |

| Fecha 6           | Fecha 6   | Fecha 6               | Fecha 6           | Fecha 6      | Fecha 6 |
| Local             | Resultado | Visitante             | Estadio           | Día          | Hora    |
| ----------------- | --------- | --------------------- | ----------------- | ------------ | ------- |
| Libertad          | 4 - 1     | Sol de América        | Tigo La Huerta    | 13 de agosto | 16:30   |
| Guaireña          | 2 - 1     | 12 de Octubre         | Parque del Guairá | 13 de agosto | 19:00   |
| Olimpia           | 2 - 0     | Cerro Porteño         | Manuel Ferreira   | 14 de agosto | 16:30   |
| Guaraní           | 1 - 1     | Nacional              | Rogelio Livieres  | 14 de agosto | 18:30   |
| Sportivo Ameliano | 2 - 0     | General Caballero JLM | Martín Torres     | 15 de agosto | 16:00   |
| Tacuary           | 1 - 1     | Resistencia           | River Plate       | 15 de agosto | 18:30   |

| Fecha 7               | Fecha 7   | Fecha 7           | Fecha 7             | Fecha 7      | Fecha 7 |
| Local                 | Resultado | Visitante         | Estadio             | Día          | Hora    |
| --------------------- | --------- | ----------------- | ------------------- | ------------ | ------- |
| Resistencia           | 2 - 1     | Sportivo Ameliano | River Plate         | 19 de agosto | 17:00   |
| Sol de América        | 2 - 0     | Guaireña          | Luis Alfonso Giagni | 19 de agosto | 19:00   |
| General Caballero JLM | 0 - 2     | Olimpia           | Ka'arendy           | 20 de agosto | 16:00   |
| 12 de Octubre         | 0 - 2     | Tacuary           | Luis Salinas        | 20 de agosto | 18:30   |
| Nacional              | 0 - 2     | Libertad          | Arsenio Erico       | 21 de agosto | 15:30   |
| Cerro Porteño         | 1 - 1     | Guaraní           | General Pablo Rojas | 21 de agosto | 18:00   |

| Fecha 8               | Fecha 8   | Fecha 8        | Fecha 8           | Fecha 8      | Fecha 8 |
| Local                 | Resultado | Visitante      | Estadio           | Día          | Hora    |
| --------------------- | --------- | -------------- | ----------------- | ------------ | ------- |
| Guaireña              | 1 - 3     | Nacional       | Parque del Guairá | 26 de agosto | 17:00   |
| General Caballero JLM | 1 - 1     | Cerro Porteño  | Antonio Aranda    | 26 de agosto | 19:15   |
| Libertad              | 2 - 2     | Guaraní        | Tigo La Huerta    | 27 de agosto | 16:00   |
| Olimpia               | 1 - 1     | Resistencia    | Manuel Ferreira   | 27 de agosto | 18:30   |
| Sportivo Ameliano     | 2 - 0     | 12 de Octubre  | Martín Torres     | 28 de agosto | 15:30   |
| Tacuary               | 1 - 0     | Sol de América | River Plate       | 28 de agosto | 18:30   |

| Fecha 9        | Fecha 9   | Fecha 9               | Fecha 9             | Fecha 9         | Fecha 9 |
| Local          | Resultado | Visitante             | Estadio             | Día             | Hora    |
| -------------- | --------- | --------------------- | ------------------- | --------------- | ------- |
| Guaraní        | 2 - 2     | Guaireña              | Rogelio Livieres    | 2 de septiembre | 17:00   |
| Resistencia    | 0 - 0     | General Caballero JLM | River Plate         | 2 de septiembre | 19:15   |
| Sol de América | 1 - 1     | Sportivo Ameliano     | Luis Alfonso Giagni | 3 de septiembre | 16:00   |
| Nacional       | 1 - 0     | Tacuary               | Arsenio Erico       | 3 de septiembre | 18:30   |
| 12 de Octubre  | 1 - 3     | Olimpia               | Antonio Aranda      | 4 de septiembre | 15:30   |
| Cerro Porteño  | 1 - 0     | Libertad              | General Pablo Rojas | 4 de septiembre | 18:00   |

| Fecha 10              | Fecha 10  | Fecha 10       | Fecha 10             | Fecha 10         | Fecha 10 |
| Local                 | Resultado | Visitante      | Estadio              | Día              | Hora     |
| --------------------- | --------- | -------------- | -------------------- | ---------------- | -------- |
| Resistencia           | 0 - 2     | Cerro Porteño  | Defensores del Chaco | 9 de septiembre  | 19:15    |
| Guaireña              | 4 - 0     | Libertad       | Parque del Guairá    | 10 de septiembre | 16:45    |
| Tacuary               | 2 - 0     | Guaraní        | River Plate          | 10 de septiembre | 19:15    |
| Sportivo Ameliano     | 1 - 2     | Nacional       | Martín Torres        | 11 de septiembre | 16:00    |
| Olimpia               | 2 - 2     | Sol de América | Manuel Ferreira      | 11 de septiembre | 18:30    |
| General Caballero JLM | 2 - 1     | 12 de Octubre  | Ka'arendy            | 12 de septiembre | 19:15    |

| Fecha 11       | Fecha 11  | Fecha 11              | Fecha 11            | Fecha 11         | Fecha 11 |
| Local          | Resultado | Visitante             | Estadio             | Día              | Hora     |
| -------------- | --------- | --------------------- | ------------------- | ---------------- | -------- |
| Libertad       | 2 - 0     | Tacuary               | Tigo La Huerta      | 14 de septiembre | 16:45    |
| Cerro Porteño  | 2 - 2     | Guaireña              | General Pablo Rojas | 14 de septiembre | 19:15    |
| Guaraní        | 2 - 1     | Sportivo Ameliano     | Rogelio Livieres    | 15 de septiembre | 16:45    |
| Nacional       | 1 - 1     | Olimpia               | Arsenio Erico       | 15 de septiembre | 19:15    |
| 12 de Octubre  | 1 - 0     | Resistencia           | Luis Salinas        | 16 de septiembre | 16:45    |
| Sol de América | 3 - 2     | General Caballero JLM | Luis Alfonso Giagni | 16 de septiembre | 19:15    |

### Segunda vuelta
| Fecha 12       | Fecha 12  | Fecha 12              | Fecha 12            | Fecha 12         | Fecha 12 |
| Local          | Resultado | Visitante             | Estadio             | Día              | Hora     |
| -------------- | --------- | --------------------- | ------------------- | ---------------- | -------- |
| Libertad       | 2 - 1     | Sportivo Ameliano     | Tigo La Huerta      | 18 de septiembre | 16:00    |
| Guaireña       | 1 - 0     | Tacuary               | Parque del Guairá   | 18 de septiembre | 18:30    |
| Nacional       | 1 - 0     | General Caballero JLM | Arsenio Erico       | 19 de septiembre | 16:45    |
| Guarani        | 2 - 1     | Olimpia               | Rogelio Livieres    | 19 de septiembre | 19:15    |
| Sol de America | 0 - 1     | Resistencia           | Luis Alfonso Giagni | 20 de septiembre | 16:45    |
| 12 de Octubre  | 0 - 1     | Cerro Porteño         | Luis Salinas        | 20 de septiembre | 19:15    |

| Fecha 13              | Fecha 13  | Fecha 13       | Fecha 13            | Fecha 13         | Fecha 13 |
| Local                 | Resultado | Visitante      | Estadio             | Día              | Hora     |
| --------------------- | --------- | -------------- | ------------------- | ---------------- | -------- |
| Sportivo Ameliano     | 2 - 0     | Guaireña       | Martín Torres       | 23 de septiembre | 17:00    |
| General Caballero JLM | 3 - 0     | Guaraní        | Ka'arendy           | 23 de septiembre | 19:30    |
| 12 de Octubre         | 0 - 2     | Sol de América | Luis Salinas        | 24 de septiembre | 17:00    |
| Resistencia           | 0 - 1     | Nacional       | Jardines del Kelito | 25 de septiembre | 16:00    |
| Cerro Porteño         | 5 - 0     | Tacuary        | General Pablo Rojas | 25 de septiembre | 18:30    |
| Olimpia               | 1 - 0     | Libertad       | Manuel Ferreira     | 12 de octubre    | 19:30    |

| Fecha 14       | Fecha 14  | Fecha 14              | Fecha 14            | Fecha 14         | Fecha 14 |
| Local          | Resultado | Visitante             | Estadio             | Día              | Hora     |
| -------------- | --------- | --------------------- | ------------------- | ---------------- | -------- |
| Sol de América | 0 - 1     | Cerro Porteño         | Luis Alfonso Giagni | 30 de septiembre | 19:00    |
| Guaireña       | 0 - 1     | Olimpia               | Antonio Aranda      | 2 de octubre     | 17:00    |
| Tacuary        | 1 - 1     | Sportivo Ameliano     | Jardines del Kelito | 2 de octubre     | 17:00    |
| Libertad       | 1 - 0     | General Caballero JLM | Tigo La Huerta      | 2 de octubre     | 19:30    |
| Nacional       | 1 - 0     | 12 de Octubre         | Arsenio Erico       | 3 de octubre     | 17:00    |
| Guaraní        | 0 - 1     | Resistencia           | Rogelio Livieres    | 3 de octubre     | 19:00    |

| Fecha 15              | Fecha 15  | Fecha 15          | Fecha 15            | Fecha 15     | Fecha 15 |
| Local                 | Resultado | Visitante         | Estadio             | Día          | Hora     |
| --------------------- | --------- | ----------------- | ------------------- | ------------ | -------- |
| General Caballero JLM | 0 - 0     | Guaireña          | Ka'arendy           | 5 de octubre | 17:30    |
| Cerro Porteño         | 2 - 1     | Sportivo Ameliano | General Pablo Rojas | 5 de octubre | 20:00    |
| Olimpia               | 1 - 0     | Tacuary           | Manuel Ferreira     | 5 de octubre | 20:00    |
| Resistencia           | 1 - 0     | Libertad          | Jardines del Kelito | 6 de octubre | 17:30    |
| Sol de América        | 2 - 3     | Nacional          | Luis Alfonso Giagni | 6 de octubre | 17:30    |
| 12 de Octubre         | 0 - 1     | Guaraní           | Luis Salinas        | 6 de octubre | 20:00    |

| Fecha 16          | Fecha 16  | Fecha 16              | Fecha 16            | Fecha 16      | Fecha 16 |
| Local             | Resultado | Visitante             | Estadio             | Día           | Hora     |
| ----------------- | --------- | --------------------- | ------------------- | ------------- | -------- |
| Sportivo Ameliano | 0 - 2     | Olimpia               | Rogelio Livieres    | 9 de octubre  | 17:00    |
| Libertad          | 2 - 2     | 12 de Octubre         | Tigo La Huerta      | 9 de octubre  | 19:30    |
| Guaireña          | 3 - 2     | Resistencia           | Parque del Guairá   | 10 de octubre | 17:00    |
| Nacional          | 0 - 0     | Cerro Porteño         | Arsenio Erico       | 10 de octubre | 19:30    |
| Tacuary           | 0 - 3     | General Caballero JLM | Jardines del Kelito | 12 de octubre | 17:00    |
| Guaraní           | 4 - 1     | Sol de América        | Rogelio Livieres    | 13 de octubre | 17:00    |

| Fecha 17              | Fecha 17  | Fecha 17          | Fecha 17            | Fecha 17      | Fecha 17 |
| Local                 | Resultado | Visitante         | Estadio             | Día           | Hora     |
| --------------------- | --------- | ----------------- | ------------------- | ------------- | -------- |
| 12 de Octubre         | 0 - 0     | Guaireña          | Luis Salinas        | 14 de octubre | 19:00    |
| Resistencia           | 0 - 3     | Tacuary           | Jardines del Kelito | 15 de octubre | 17:00    |
| General Caballero JLM | 2 - 0     | Sportivo Ameliano | Ka'arendy           | 15 de octubre | 19:30    |
| Cerro Porteño         | 1 - 2     | Olimpia           | General Pablo Rojas | 16 de octubre | 16:00    |
| Nacional              | 2 - 0     | Guaraní           | Arsenio Erico       | 16 de octubre | 19:00    |
| Sol de América        | 1 - 1     | Libertad          | Luis Alfonso Giagni | 17 de octubre | 19:00    |

| Fecha 18          | Fecha 18  | Fecha 18              | Fecha 18             | Fecha 18      | Fecha 18 |
| Local             | Resultado | Visitante             | Estadio              | Día           | Hora     |
| ----------------- | --------- | --------------------- | -------------------- | ------------- | -------- |
| Guaireña          | 0 - 0     | Sol de América        | Parque del Guairá    | 21 de octubre | 17:00    |
| Tacuary           | 5 - 1     | 12 de Octubre         | Defensores del Chaco | 21 de octubre | 19:30    |
| Sportivo Ameliano | 3 - 2     | Resistencia           | Martín Torres        | 22 de octubre | 17:00    |
| Olimpia           | 2 - 1     | General Caballero JLM | Manuel Ferreira      | 22 de octubre | 19:30    |
| Guaraní           | 1 - 2     | Cerro Porteño         | Antonio Aranda       | 23 de octubre | 17:00    |
| Libertad          | 0 - 1     | Nacional              | Tigo La Huerta       | 23 de octubre | 19:30    |

| Fecha 19       | Fecha 19  | Fecha 19              | Fecha 19             | Fecha 19      | Fecha 19 |
| Local          | Resultado | Visitante             | Estadio              | Día           | Hora     |
| -------------- | --------- | --------------------- | -------------------- | ------------- | -------- |
| Sol de América | 2 - 2     | Tacuary               | Luis Alfonso Giagni  | 25 de octubre | 19:00    |
| 12 de Octubre  | 4 - 0     | Sportivo Ameliano     | Luis Salinas         | 26 de octubre | 17:30    |
| Resistencia    | 1 - 6     | Olimpia               | Defensores del Chaco | 26 de octubre | 20:00    |
| Nacional       | 3 - 0     | Guaireña              | Arsenio Erico        | 27 de octubre | 17:00    |
| Guaraní        | 1 - 2     | Libertad              | Rogelio Livieres     | 27 de octubre | 17:00    |
| Cerro Porteño  | 2 - 1     | General Caballero JLM | General Pablo Rojas  | 27 de octubre | 20:00    |

| Fecha 20              | Fecha 20  | Fecha 20       | Fecha 20             | Fecha 20       | Fecha 20 |
| Local                 | Resultado | Visitante      | Estadio              | Día            | Hora     |
| --------------------- | --------- | -------------- | -------------------- | -------------- | -------- |
| Guaireña              | 1 - 0     | Guaraní        | Parque del Guairá    | 30 de octubre  | 17:00    |
| Olimpia               | 3 - 1     | 12 de Octubre  | Manuel Ferreira      | 30 de octubre  | 19:30    |
| Tacuary               | 2 - 1     | Nacional       | Defensores del Chaco | 31 de octubre  | 17:30    |
| Libertad              | 0 - 0     | Cerro Porteño  | Tigo La Huerta       | 31 de octubre  | 20:00    |
| General Caballero JLM | 1 - 0     | Resistencia    | Ka'arendy            | 1 de noviembre | 17:30    |
| Sportivo Ameliano     | 2 - 1     | Sol de América | Martín Torres        | 1 de noviembre | 20:00    |

| Fecha 21       | Fecha 21  | Fecha 21              | Fecha 21             | Fecha 21       | Fecha 21 |
| Local          | Resultado | Visitante             | Estadio              | Día            | Hora     |
| -------------- | --------- | --------------------- | -------------------- | -------------- | -------- |
| Libertad       | 4 - 2     | Guaireña              | Tigo La Huerta       | 6 de noviembre | 17:00    |
| Guaraní        | 2 - 1     | Tacuary               | Rogelio Livieres     | 6 de noviembre | 19:30    |
| Cerro Porteño  | 1 - 0     | Resistencia           | General Pablo Rojas  | 7 de noviembre | 19:30    |
| 12 de Octubre  | 0 - 3     | General Caballero JLM | Luis Salinas         | 8 de noviembre | 19:30    |
| Sol de América | 0 - 2     | Olimpia               | Defensores del Chaco | 8 de noviembre | 19:30    |
| Nacional       | 0 - 2     | Sportivo Ameliano     | Arsenio Erico        | 8 de noviembre | 19:30    |

| Fecha 22              | Fecha 22  | Fecha 22       | Fecha 22             | Fecha 22        | Fecha 22 |
| Local                 | Resultado | Visitante      | Estadio              | Día             | Hora     |
| --------------------- | --------- | -------------- | -------------------- | --------------- | -------- |
| Guaireña              | 1 - 3     | Cerro Porteño  | Villa Alegre         | 12 de noviembre | 19:00    |
| Olimpia (C)           | 1 - 1     | Nacional       | Defensores del Chaco | 12 de noviembre | 19:00    |
| Tacuary               | 1 - 0     | Libertad       | Jardines del Kelito  | 12 de noviembre | 19:00    |
| Resistencia           | 0 - 0     | 12 de Octubre  | Manuel Ferreira      | 13 de noviembre | 17:00    |
| Sportivo Ameliano     | 4 - 2     | Guaraní        | Martín Torres        | 13 de noviembre | 17:00    |
| General Caballero JLM | 0 - 0     | Sol de América | Ka'arendy            | 13 de noviembre | 17:00    |

### Resultados
| Local \ Visitante     | 12O | CPO | GCM | GRÑ | GUA | LIB | NAC | SOL | OLI | RES | AME | TAC |
| --------------------- | --- | --- | --- | --- | --- | --- | --- | --- | --- | --- | --- | --- |
| 12 de Octubre         |     | 0–1 | 0–3 | 0–0 | 0–1 | 1–3 | 1–2 | 0–2 | 1–3 | 1–0 | 4–0 | 0–2 |
| Cerro Porteño         | 2–1 |     | 2–1 | 2–2 | 1–1 | 1–0 | 0–0 | 2–0 | 1–2 | 1–0 | 2–1 | 5–0 |
| General Caballero JLM | 2–1 | 1–1 |     | 0–0 | 3–0 | 3–2 | 1–2 | 0–0 | 0–2 | 1–0 | 2–0 | 0–4 |
| Guaireña              | 2–1 | 1–3 | 1–2 |     | 1–0 | 4–0 | 1–3 | 0–0 | 0–1 | 3–2 | 3–1 | 1–0 |
| Guaraní               | 0–1 | 1–2 | 2–1 | 2–2 |     | 1–2 | 1–1 | 4–1 | 2–1 | 0–1 | 2–1 | 2–1 |
| Libertad              | 2–2 | 0–0 | 1–0 | 4–2 | 2–2 |     | 0–1 | 4–1 | 4–2 | 4–0 | 2–1 | 2–0 |
| Nacional              | 1–0 | 0–0 | 1–0 | 3–0 | 2–0 | 0–2 |     | 3–0 | 1–1 | 1–1 | 0–2 | 1–0 |
| Sol de América        | 1–0 | 0–1 | 3–2 | 2–0 | 1–0 | 1–1 | 2–3 |     | 0–2 | 0–1 | 1–1 | 2–2 |
| Olimpia               | 3–1 | 2–0 | 2–1 | 2–1 | 2–0 | 1–0 | 1–1 | 2–2 |     | 1–1 | 2–0 | 1–0 |
| Resistencia           | 0–0 | 0–2 | 0–0 | 1–2 | 0–0 | 1–0 | 0–1 | 2–1 | 1–6 |     | 2–1 | 0–3 |
| Sportivo Ameliano     | 2–0 | 0–2 | 2–0 | 2–0 | 4–2 | 2–0 | 1–2 | 2–1 | 0–2 | 3–2 |     | 2–0 |
| Tacuary               | 5–1 | 0–1 | 0–3 | 0–0 | 2–0 | 1–0 | 2–1 | 1–0 | 2–1 | 1–1 | 1–1 |     |

## Campeón
|                     |
| Olimpia 46.° título |

## Clasificación para copas internacionales

### Puntaje acumulado
El puntaje acumulado es el que obtiene cada equipo al sumar los torneos Apertura y Clausura de 2022. Al cierre de temporada se definirá a los representantes de la APF en los torneos de Conmebol en 2023.
- Para la Copa Libertadores 2023 clasifican 4: los campeones del Apertura y Clausura, ordenados según sus posiciones finales en la tabla;[3] y los mejores colocados, sin contar a los mencionados anteriormente.[3] Si el mismo club repitiera el título logra automáticamente el primer cupo, otorgando los restantes a los finalizados en segundo, tercer y cuarto lugar.[3] Los dos mejores acceden a la fase de grupos, el tercero ingresa desde la fase preclasificatoria 2 y el cuarto lo hace a partir de la fase preclasificatoria 1.[3]

- Para la Copa Sudamericana 2023 clasifican 3: los tres primeros colocados, excluyendo a los clasificados para la Copa Libertadores. El último cupo es otorgado al campeón de la Copa Paraguay 2022.

Para ambos torneos, en caso de paridad de puntos entre dos o más equipos, se toma en cuenta la diferencia de goles.  Los campeones del Apertura y Clausura aseguran su participación en la Libertadores como Paraguay 1 o 2, sin depender de la posición que ocuparon en esta tabla.
| Pos. | Equipo                | Pts. | PJ | G  | E  | P  | GF | GC | Dif. | Clasificación 2023                      |
| ---- | --------------------- | ---- | -- | -- | -- | -- | -- | -- | ---- | --------------------------------------- |
| 1    | Cerro Porteño         | 98   | 44 | 30 | 8  | 6  | 70 | 26 | +44  | Segunda fase de la Copa Libertadores.   |
| 2    | Olimpia               | 92   | 44 | 28 | 8  | 8  | 82 | 41 | +41  | Fase de grupos de la Copa Libertadores. |
| 3    | Libertad              | 91   | 44 | 28 | 7  | 9  | 84 | 41 | +43  | Fase de grupos de la Copa Libertadores. |
| 4    | Nacional              | 71   | 44 | 20 | 11 | 13 | 57 | 48 | +9   | Primera fase de la Copa Libertadores.   |
| 5    | Guaraní               | 55   | 44 | 15 | 10 | 19 | 51 | 56 | −5   | Primera fase de la Copa Sudamericana.   |
| 6    | Tacuary               | 53   | 44 | 15 | 8  | 21 | 43 | 54 | −11  | Primera fase de la Copa Sudamericana.   |
| 7    | General Caballero JLM | 51   | 44 | 14 | 9  | 21 | 51 | 59 | −8   | Primera fase de la Copa Sudamericana.   |
| 8    | Guaireña              | 50   | 44 | 12 | 14 | 18 | 47 | 57 | −10  |                                         |
| 9    | Resistencia           | 49   | 44 | 12 | 13 | 19 | 46 | 68 | −22  |                                         |
| 10   | Sportivo Ameliano     | 48   | 44 | 14 | 6  | 24 | 54 | 70 | −16  | Primera fase de la Copa Sudamericana.   |
| 11   | Sol de América        | 46   | 44 | 11 | 13 | 20 | 41 | 61 | −20  |                                         |
| 12   | 12 de Octubre         | 29   | 44 | 6  | 11 | 27 | 32 | 77 | −45  |                                         |

Actualizado a los partidos jugados el 13 de noviembre de 2022.
 Fuente: APF
Notas:
1. ↑  Sportivo Ameliano clasificó a la Copa Sudamericana como campeón de la Copa Paraguay 2022.

## Tabla de promedios
| Pos. | Equipo                | Prom. | Pts. | PJ  | '20 | '21 | '22 |
| ---- | --------------------- | ----- | ---- | --- | --- | --- | --- |
| 1.°  | Cerro Porteño         | 2.062 | 233  | 113 | 69  | 66  | 98  |
| 2.°  | Libertad              | 1.929 | 218  | 113 | 62  | 65  | 91  |
| 3.°  | Olimpia               | 1.814 | 205  | 113 | 62  | 51  | 92  |
| 4.°  | Guaraní               | 1.549 | 175  | 113 | 59  | 61  | 55  |
| 5.°  | Nacional              | 1.460 | 165  | 113 | 44  | 50  | 71  |
| 6.°  | Tacuary               | 1.205 | 53   | 44  | —   | —   | 53  |
| 7.°  | Guaireña              | 1.195 | 135  | 113 | 41  | 44  | 50  |
| 8.°  | General Caballero JLM | 1.159 | 51   | 44  | —   | —   | 51  |
| 9.°  | Resistencia           | 1.114 | 49   | 44  | —   | —   | 49  |
| 10.° | Sportivo Ameliano     | 1.091 | 48   | 44  | —   | —   | 48  |
| 11.° | Sol de América (D)    | 1.088 | 123  | 113 | 35  | 42  | 45  |
| 12.° | 12 de Octubre (D)     | 1.000 | 113  | 113 | 41  | 43  | 29  |

     Descendidos a la División Intermedia.

## Goleadores
| Pos. | Jugador             | Club                  | Goles |
| ---- | ------------------- | --------------------- | ----- |
| 1    | Derlis González     | Olimpia               | 12    |
| 2    | Lorenzo Melgarejo   | Libertad              | 12    |
| 3    | Óscar Cardozo       | Libertad              | 9     |
| 4    | Nildo Viera         | Guaireña              | 8     |
| 5    | Danilo Santacruz    | Nacional              | 8     |
| 6    | Facundo Bruera      | Nacional              | 7     |
| 7    | Ronaldo Martínez    | Resistencia           | 7     |
| 8    | Clementino González | General Caballero JLM | 6     |
| 9    | Fernando Fernández  | Guaraní               | 6     |
| 10   | Brian Montenegro    | Olimpia               | 6     |
| 11   | Alex Arce           | Sportivo Ameliano     | 6     |
| 12   | Roque Santa Cruz    | Libertad              | 5     |
| 13   | Alberto Espínola    | Cerro Porteño         | 5     |
| 14   | Guillermo Paiva     | Olimpia               | 5     |
| 15   | Alejandro Silva     | Olimpia               | 5     |